# Finale de la Coupe d'Europe des vainqueurs de coupe 1965-1966
La finale de la Coupe d'Europe des vainqueurs de coupe 1965-1966 est une rencontre de football opposant l'équipe allemande du Borussia Dortmund aux Anglais du Liverpool FC le 5 mai 1966 dans l'Hampden Park de Glasgow, en Écosse. Ce match est le dernier de l'édition 1965-1966 de la Coupe d'Europe des vainqueurs de coupe, deuxième compétition majeure organisée par l'UEFA.
Chacune des deux équipes finalistes a dû passer quatre tours pour atteindre la finale, chacun de ces tours se jouant sur deux matchs aller-retour. Le Borussia Dortmund a ainsi enchaîné victoires confortables et confrontations plus serrées. Ils ont notamment vaincu l'Atlético Madrid sur le score de 2 buts à 1 lors des quarts de finale, ayant dans un premier temps battu Floriana 13 buts à 1 lors du premier tour, puis défait West Ham United en demi-finales sur le score cumulé de 5 à 2. Les confrontations de Liverpool furent quant à elles plus serrées, le club anglais ne parvenant à se qualifier qu'une seule fois grâce à un écart de plus de deux buts. Ils défont notamment la Juventus au premier tour ainsi que le Celtic Glasgow en demi-finales, tous deux sur le score cumulé de 2 buts à 1, battant également le Standard de Liège entre-temps au deuxième tour par 5 buts contre 2.
L'affluence de la finale est de 41 657 spectateurs. La première mi-temps ne vit aucun but être marqué. En deuxième période, Dortmund prend l'avantage par l'intermédiaire de Sigfried Held à la 61e minute avant que Liverpool n'égalise par Roger Hunt sept minutes plus tard. Aucun autre but n'étant marqué dans le temps réglementaire, la rencontre se poursuite en prolongation. Un but de Reinhard Libuda à la 107e minute permet à Dortmund de remporter la finale sur le score de 2 buts à 1 et de remporter la Coupe des coupes, devenant le premier club allemand à remporter une coupe européenne.

## Parcours des finalistes
Note : dans les résultats ci-dessous, le score du finaliste est toujours donné en premier (D : domicile ; E : extérieur).
| Borussia Dortmund | Borussia Dortmund | Borussia Dortmund | Borussia Dortmund |                     | Liverpool FC      | Liverpool FC | Liverpool FC | Liverpool FC |
| ----------------- | ----------------- | ----------------- | ----------------- | ------------------- | ----------------- | ------------ | ------------ | ------------ |
| Adversaire        | Total             | Aller             | Retour            | Tour                | Adversaire        | Total        | Aller        | Retour       |
| Floriana FC       | 13 - 1            | 5 - 1 (E)         | 8 - 0 (D)         | Premier tour        | Juventus FC       | 2 - 1        | 0 - 1 (E)    | 2 - 0 (D)    |
| CSKA Sofia        | 5 - 4             | 3 - 0 (D)         | 2 - 4 (E)         | Huitièmes de finale | Standard de Liège | 5 - 2        | 3 - 1 (D)    | 2 - 1 (E)    |
| Atlético Madrid   | 2 - 1             | 1 - 1 (E)         | 1 - 0 (D)         | Quarts de finale    | Budapest Honvéd   | 2 - 0        | 0 - 0 (E)    | 2 - 0 (D)    |
| West Ham United   | 5 - 2             | 2 - 1 (E)         | 3 - 1 (D)         | Demi-finales        | Celtic Glasgow    | 2 - 1        | 0 - 1 (E)    | 2 - 0 (D)    |

### Borussia Dortmund
Le Borussia Dortmund entre dans la compétition en tant que vainqueur de la coupe d'Allemagne 1964-1965. Il est opposé au vainqueur de la coupe de Malte de Floriana lors du premier tour. Dortmund remporte le match aller à l'extérieur sur le score de 5 à 1 avant de remporter le match retour au Stadion Rote Erde 8 à 0 pour un score cumulé de 13 buts à 1.
Le deuxième tour l'oppose aux Bulgares du CSKA Sofia. Le match aller se déroule à domicile et voit la victoire du Borussia par des buts de Wilhelm Sturm, Sigfried Held et Aki Schmidt pour un score final de 3 buts à 0. Lors du match retour au stade national Vassil-Levski de Sofia, les Bulgares l'emportent 4 buts à 2, mais cela ne suffit pas et Dortmund se qualifie pour les quarts de finale sur le score total  de 5 buts à 4.
Le BVB rencontre le club espagnol de l'Atlético Madrid en quarts de finale. Le match aller prend place au Vicente Calderón de Madrid et voit les deux équipes se quitter sur le score d'un but partout. Lors du match retour, Dortmund parvient à prendre l'avantage et l'emporte un à zéro pour un score cumulé de 2 buts à 1.
En demi-finales, les Allemands sont opposés aux Anglais de West Ham United, tenant du titre. La rencontre aller au Boleyn Ground de Londres se conclut par la victoire du Borussia sur le score de 2 buts à 1. Une victoire 3 à 1 lors du match retour permet à Dortmund de remporter la confrontation sur le score total de 5 buts à 2 et de se qualifier pour sa première finale de coupe européenne.

### Liverpool FC
Le Liverpool FC entre dans la compétition en tant que vainqueur de la coupe d'Angleterre 1964-1965. Il est opposé au vainqueur de la coupe d'Italie la Juventus. Le match aller se déroule au Stadio Comunale de Turin. Les Turinois l'emportent sur le score d'un but à zéro par un but de Gianfranco Leoncini à la 81e minute. Lors du match retour à Anfield, les Liverpuldiens reprennent l'avantage par deux buts en première mi-temps signés Chris Lawler et Geoff Strong. Le score en reste là et Liverpool remporte la confrontation sur le score cumulé de 2 buts à 1,.
Le deuxième tour l'oppose aux Belges du Standard de Liège. Ceux-ci étaient originellement finalistes de la coupe de Belgique mais ont finalement pris la place du vainqueur Anderlecht, qualifié pour la Coupe des clubs champions en tant que champion de Belgique. Liverpool remporte le match aller en Angleterre sur le score de 3 buts à 1 avant de l'emporter une nouvelle fois au stade Maurice Dufrasne de Liège par 2 buts à 1, se qualifiant avec un score total de 5 buts à 2,.
Lors des quarts de finale, Liverpool rencontre le club hongrois du Budapest Honvéd. Le match aller au Bozsik Stadion de Budapest se conclut par un match nul et vierge. Une victoire deux à zéro à domicile permet aux Reds de l'emporter et de se qualifier pour les demi-finales,.
En demi-finales, les Anglais sont opposés aux Écossais du Celtic Glasgow. Lors du match aller, ces derniers l'emportent au Celtic Park de Glasgow sur le score d'un but à zéro par le biais de Bobby Lennox. Cependant, Liverpool parvient une nouvelle à reprendre l'avantage à Anfield par deux buts de Tommy Smith et de Geoff Strong donnant la victoire aux Reds. Cette victoire permet à Liverpool de remporter la confrontation sur le score cumulé de 2 buts à 1 et de se qualifier pour sa première finale de compétition européenne,.

## Match

### Contexte
Le Liverpool FC et le Borussia Dortmund disputent tous deux leur première finale de compétition européenne à cette occasion. Liverpool dispute là sa deuxième coupe d'Europe, ayant été éliminé par l'Inter Milan en demi-finales de Coupe des clubs champions l'année précédente. Dortmund en est quant à lui à sa quatrième saison en coupe d'Europe, ayant disputé la Coupe des clubs champions à trois reprises entre 1956 et 1964, réalisant sa meilleure performance lors de la saison 1963-1964 en atteignant les demi-finales, avant d'être éliminé, lui aussi, par l'Inter Milan.
Au moment de la finale, Liverpool a déjà remporté le championnat d'Angleterre après une victoire face à Chelsea. Cette victoire signifie alors que, quel que soit le résultat de la finale, Liverpool est qualifié pour la Coupe des clubs champions la saison suivante. Le Borussia Dortmund a quant à lui terminé deuxième de Bundesliga, à trois points du champion Munich 1860. Dans le même temps, le Bayern Munich a remporté la coupe d'Allemagne, signifiant que l'unique chance du Borussia de participer à une compétition européenne la saison suivante est de remporter la finale de la Coupe des coupes, qualifiant son vainqueur pour l'édition suivante de la compétition en tant que tenant du titre.

### Résumé
Ce jour-là, la météo de Glasgow est orageuse, avec des pluies torrentielles inondant presque l'Hampden Park. En conséquence, seuls 41 657 spectateurs viennent assister à la rencontre, sur les 100 000 places que le stade possède alors. La première mi-temps est assez pauvre en évènements, chaque équipe parvenant à neutraliser l'autre. Les deux équipes ont cependant plusieurs occasions de prendre l'avantage. En début de rencontre, l'attaquant de Liverpool Ian St. John voit un de ses tirs repoussé sur la ligne de but et vers le milieu de la deuxième période, le défenseur de Dortmund Theodor Redder n'est pas loin d'inscrire un but contre son camp. Vers la fin de la première période, Dortmund devient plus dangereux en attaque et se procure plusieurs occasions, amenant à plusieurs arrêts du gardien Tommy Lawrence, qui maintient le score à 0-0 à la mi-temps.
Liverpool tient majoritairement la possession à ce moment-là, l'équipe de Dortmund procédant quant à elle volontairement par contre-attaque. Cette tactique finit par porter ses fruits et Dortmund prend l'avantage à la 61e minute. Après une passe de Sigfried Held à Lothar Emmerich sur le côté gauche du terrain, Emmerich envoie une passe lobée à Held qui marque d'une reprise de volée et fait passer le score à 1-0 pour Dortmund. Sept minutes plus tard, Liverpool parvient à égaliser. Après une course côté gauche, Peter Thompson envoi la balle à Roger Hunt qui marque et ramène les deux équipes à égalité. L'arbitre de touche sur le côté gauche du terrain signale à l'arbitre principal que la balle est sortie de l'aire de jeu, mais celui-ci l'ignore et accorde le but. En fin de match, les deux équipes se procurent quelques occasions, avec notamment une frappe ratée de Hunt pour Liverpool. Le score étant de un but partout à la fin du temps réglementaire, les deux équipes doivent se départager en prolongation.
Le but de la victoire vient à la 107e minute. Un dégagement du gardien de Liverpool trouve le milieu de terrain de Dortmund Reinhard Libuda. Celui-ci tente alors une frappe de 32 mètres depuis le côté droit du terrain. La frappe lobe à la fois le gardien et son défenseur Ron Yeats avant de toucher le poteau et de rebondir sur Yeats à l'intérieur du but, redonnant l'avantage à Dortmund. Le score n'évolue plus durant le reste de la prolongation et Dortmund l'emporte sur le score de 2 buts à 1, devenant la première équipe allemande à remporter la Coupe des vainqueurs de coupe.

### Feuille de match
| ·              |                     |  |
| Titulaires :   |                     |  |
|                |                     |  |
| 1              | Hans Tilkowski      |  |
| 2              | Gerhard Cyliax (en) |  |
| 3              | Theodor Redder (en) |  |
| 4              | Dieter Kurrat       |  |
| 5              | Wolfgang Paul       |  |
| 6              | Rudi Assauer        |  |
| 7              | Reinhard Libuda     |  |
| 8              | Aki Schmidt         |  |
| 9              | Sigfried Held       |  |
| 10             | Wilhelm Sturm (en)  |  |
| 11             | Lothar Emmerich     |  |
|                |                     |  |
| Entraîneur :   |                     |  |
| Willi Multhaup |                     |  |

| ·            |                       |  |
| Titulaires : |                       |  |
|              |                       |  |
| 1            | Tommy Lawrence        |  |
| 2            | Chris Lawler          |  |
| 3            | Gerry Byrne           |  |
| 4            | Gordon Milne          |  |
| 5            | Ron Yeats             |  |
| 6            | Willie Stevenson (en) |  |
| 7            | Ian Callaghan         |  |
| 8            | Roger Hunt            |  |
| 9            | Ian St. John          |  |
| 10           | Tommy Smith           |  |
| 11           | Peter Thompson        |  |
|              |                       |  |
| Entraîneur : |                       |  |
| Bill Shankly |                       |  |

| ·              |                     |  |
| Titulaires :   |                     |  |
|                |                     |  |
| 1              | Hans Tilkowski      |  |
| 2              | Gerhard Cyliax (en) |  |
| 3              | Theodor Redder (en) |  |
| 4              | Dieter Kurrat       |  |
| 5              | Wolfgang Paul       |  |
| 6              | Rudi Assauer        |  |
| 7              | Reinhard Libuda     |  |
| 8              | Aki Schmidt         |  |
| 9              | Sigfried Held       |  |
| 10             | Wilhelm Sturm (en)  |  |
| 11             | Lothar Emmerich     |  |
|                |                     |  |
| Entraîneur :   |                     |  |
| Willi Multhaup |                     |  |

| ·            |                       |  |
| Titulaires : |                       |  |
|              |                       |  |
| 1            | Tommy Lawrence        |  |
| 2            | Chris Lawler          |  |
| 3            | Gerry Byrne           |  |
| 4            | Gordon Milne          |  |
| 5            | Ron Yeats             |  |
| 6            | Willie Stevenson (en) |  |
| 7            | Ian Callaghan         |  |
| 8            | Roger Hunt            |  |
| 9            | Ian St. John          |  |
| 10           | Tommy Smith           |  |
| 11           | Peter Thompson        |  |
|              |                       |  |
| Entraîneur : |                       |  |
| Bill Shankly |                       |  |